# Fado (álbum)
Fado é o quarto álbum de estúdio da cantora portuguesa Kátia Guerreiro. Foi lançado em 2008 pela editora Sony BMG.
De destacar a "inesperada" colaboração de Rui Veloso no tema "A voz da poesia", elaborando da parte musical.
A destacar os temas "Fado dos olhos", "Pranto de amor ausente", "A voz da poesia" e "Ponham flores na mesa" que viriam a fazer parte da compilação lançada em 2010 denominada 10 Anos - Nas Asas Do Fado.

## Faixas
1. "Fado dos olhos" (Florbela Espanca / Carlos Ramos (Fado das Horas — pop))
2. "Pranto de amor ausente" (Paulo Valentim)
3. "A voz da poesia" (Katia Guerreiro / Rui Veloso)
4. "Ponham flores na mesa" (Fernando Tavares Rodrigues / Joaquim Campos Silva (Fado Tango))
5. "Estranha paixão" (João Veiga / Pedro Pinhal)
6. "Casa da colina" (Maria Luísa Baptista / Rodrigo Serrão)
7. "A cidade saudade" (Rodrigo Serrão / Casimiro Ramos (Fado Três Bairros))
8. "A nossa gente, o nosso fado" (Rodrigo Serrão / Mário Pacheco)
9. "Renasce" (João Veiga)
10. "Lírio roxo" (António Gedeão / Francisco Viana (Fado Vianinha))
11. "Poema da malta das naus" (António Gedeão / Paulo Valentim)
12. "Mundo" (Fernando Tavares Rodrigues / Júlio Proença (Fado Esmeraldinha))
13. "Lisboa" (Charles Aznavour)
14. "Eu queria cantar-te um fado" (António de Sousa Freitas/Franklin Godinho (Fado Franklin de Sextilhas))